# Krisztina Dávid
Pour les articles homonymes, voir David.
Krisztina Dávid, née le 5 décembre 1975 à Szeged, est une tireuse sportive handisport hongroise concourant en classe SH1 pour les athlètes pouvant porter leur arme. Elle est médaillée de bronze lors des Jeux de 2020.

## Biographie
Des complications liées à une opération cardiaque en 1981 l'ont rendue paraplégique. Elle obtient son premier fauteuil seulement huit ans plus tard.

## Carrière
Dávid remporte sa première médaille paralympique avec le bronze au tir au pistolet à 10 m air comprimé SH1 lors des Jeux de 2020.

## Palmarès

### Jeux paralympiques
- médaille de bronze au tir au pistolet à 10 m air comprimé SH1 féminin aux Jeux paralympiques d'été de 2020 à Tokyo

### Championnats du monde
- médaille d'argent au tir au pistolet à 10 m air comprimé SH1 féminin aux Championnats du monde 2014 à Suhl